# Szupraszegmentális hangszerkezet
A beszéd szupraszegmentális hangszerkezete (más néven prozódia, szöveg- vagy mondatfonetikai eszközök) a beszédnek olyan része, amelyet a szegmentumokkal egy időben hozunk létre, ugyanazokkal a beszédszervekkel. Lehetnek univerzálisak és nyelvspecifikusak. Kifejezhetők vele modalitások, érzelmek, a beszédstílus, pragmatikai funkciók.

## A szupraszegmentumok
Beszéddallam
A hangszalagok működésének eredménye. A hangmagasság a zönge frekvenciájának változásától függ. A tonális nyelvekben az alaphang magasságának szintaktikai funkciója is lehet.
Hangsúly
A hangerő változása a hangok szintjén.
Hangerő
A hangerő változása a közlés szintjén, a közlés hangossága. Intenzitásnak is nevezzük.
Beszédtempó
A beszédhangokon, szótagokon, szavakon, közléseken átívelő időzítési keret. Sajátos szerveződési formája a beszédritmus.
Jelkimaradások
A néma szünet a jel teljes hiánya. A jelkimaradás másik formája a hezitálás, ez kitöltött, hangos szünet (pl. ö-zés, hm-típusú szünetek).
Hangszínezet
A beszédszervek beszélőre jellemző működése, a beszélő fiziológiai jellemzői adják. Nem azonos a hangszínnel, amely a magánhangzó minőségét jelenti.